# Ridnitšohkka
Der Ridnitšohkka ist ein Berg im Skandinavischen Gebirge und mit 1317 Metern der zweithöchste Berg Finnlands und der höchste Berg, dessen Gipfel sich ausschließlich in Finnland befindet. Er liegt auf dem Gebiet der Gemeinde Enontekiö, die als einzige finnische Gemeinde Anteil an dem Gebirge besitzt. Die Halti-Ridnitšohkka Gegend ist ein ausgedehntes Gebiet mit morphologischen Merkmalen, die mit der jüngsten periglazialen Aktivität zusammenhängen.
Der höchste Punkt Finnlands ist am Haltitunturi, der Gipfel dieses Berges liegt jedoch in Norwegen. Die östliche Bergflanke ist steil, während die westliche Flanke sachte ansteigt. Die isolierte Lage (50 km bis zur nächsten Siedlung) macht den Berg zu einem beliebten Ziel beim Skitourengehen. Auf dem Berggipfel steht ein Telekommunikationsmast, der auch hilfreich für die Rettungsdienste ist.